# Nationale 1 Masculin
La Nationale 1 Masculin (NM1) è la massima divisione professionistica del campionato senegalese di pallacanestro. Amministrato ed organizzato dalla Federazione cestistica del Senegal (FSBB), è composta da 16 squadre.
Ogni stagione si conclude con una finale a eliminazione diretta in una singola partita, disputata al Marius Ndiaye Stadium di Dakar. L'AS Douanes è la squadra di maggior successo nella storia della NM1, con 11 titoli vinti.
I campioni della NM1 si qualificano direttamente per la stagione regolare della Basketball Africa League (BAL), la principale lega continentale. Le ultime due squadre in classifica vengono retrocesse nella seconda divisione, la Nationale 2. Nell'edizione del 2024 l'ASC Ville de Dakar ha vinto il suo primo campionato nazionale dopo aver sconfitto il Dakar Université Club in finale .

## Squadre partecipanti
L'elenco delle 16 squadre che hanno preso parte alla stagione 2025.
| Squadra                  | Città                                      |
| ------------------------ | ------------------------------------------ |
| AS Douanes               | Dakar                                      |
| ASC Ville de Dakar       | Dakar                                      |
| ASC Thies                | Thiès                                      |
| ASCC Bopp                | Dakar                                      |
| DUC Dakar                | Dakar                                      |
| Guediawaye Academy       | Dakar                                      |
| Jeanne d'Arc             | Dakar                                      |
| Larry Diouf BC           | Dakar                                      |
| Louga BC                 | Louga                                      |
| Mermoz BC                | Dakar                                      |
| Sicap BC                 | Dakar (Sicap-Liberté)                      |
| Université Gaston Berger | Saint-Louis                                |
| USCT Port                | Dakar                                      |
| US Rail                  | Thiès                                      |
| US Ouakam                | Dakar (Ouakam)                             |
| US Parcelles Assainie    | Dakar (Parcelles Assainies Arrondissement) |

## Albo d'oro
- 1971:  US Gorée
- 1972:  Dial Diop
- 1973:  Dial Diop
- 1974:  AS Forces Armées
- 1975:  AS Forces Armées
- 1976:  AS Forces Armées
- 1977:  AS Forces Armées
- 1978:  AS Forces Armées
- 1979:  AS Forces Armées
- 1980:  AS Forces Armées
- 1981:  Police
- 1982:  Police
- 1983:  Police
- 1984:  AS Forces Armées
- 1985:  US Gorée
- 1986:  Jeanne d'Arc
- 1987:  Jeanne d'Arc
- 1988:  SEIB
- 1989:  US Gorée
- 1990:  Jeanne d'Arc
- 1991:  US Gorée
- 1992:  Jeanne d'Arc
- 1993:  ASCC Bopp
- 1994:  AS Forces Armées
- 1995:  AS Forces Armées
- 1996:  Jeanne d'Arc
- 1997:  Jeanne d'Arc
- 1998:  AS Douanes
- 1999:  ASCC Bopp
- 2000:  US Gorée
- 2001:  ASCC Bopp
- 2002:  Jeanne d'Arc
- 2003:  US Gorée
- 2004:  ASCC Bopp
- 2005:  US Rail
- 2006:  US Rail
- 2007:  AS Douanes
- 2008:  AS Douanes
- 2009:  DUC Dakar
- 2010:  DUC Dakar
- 2011:  AS Douanes
- 2012:  Université Gaston Berger
- 2013:  DUC Dakar
- 2014:  AS Douanes [5]
- 2015:  DUC Dakar [6]
- 2016:  AS Douanes
- 2017:  AS Douanes
- 2018:  AS Douanes
- 2019:  AS Douanes
- 2020: Non disputato
- 2021:  DUC Dakar
- 2022:  AS Douanes
- 2023:  AS Douanes
- 2024:  ASC Ville de Dakar
- 2025:  ASC Ville de Dakar

## Vittorie per club
| Squadra                  | Vittorie | Secondo posto | Stagioni vittorie                                                | Stagioni secondo posto       |
| ------------------------ | -------- | ------------- | ---------------------------------------------------------------- | ---------------------------- |
| AS Douanes               | 11       | 1             | 1998, 2007, 2008, 2011, 2014, 2016, 2017, 2018, 2019, 2022, 2023 | 2021                         |
| AS Forces Armées         | 10       | 1             | 1974, 1975, 1976, 1977, 1978, 1979, 1980, 1984, 1994, 1995       | 2014                         |
| Jeanne d'Arc             | 7        | 1             | 1986, 1987, 1990, 1992, 1996, 1997, 2002                         | 2023, 2025                   |
| US Gorée                 | 6        | –             | 1971, 1985, 1989, 1991, 2000, 2003                               | –                            |
| DUC Dakar                | 5        | 5             | 2009, 2010, 2013, 2015, 2021                                     | 2012, 2018, 2019, 2022, 2024 |
| ASCC Bopp                | 4        | 1             | 1993, 1999, 2001, 2004                                           | 2008                         |
| Police                   | 3        | –             | 1981, 1982, 1983                                                 | –                            |
| US Rail                  | 2        | –             | 2005, 2006                                                       | –                            |
| Dial Diop                | 2        | –             | 1972, 1973                                                       | –                            |
| ASC Ville de Dakar       | 2        | –             | 2024, 2025                                                       | –                            |
| SEIB                     | 1        | –             | 1988                                                             | –                            |
| Université Gaston Berger | 1        | 2             | 2012                                                             | 2013, 2015                   |
| Saint Louis              | –        | 2             | –                                                                | 2016, 2017                   |

## Most Valuable Player (MVP)
Il premio King of the Season (in francese: Roi de la Saison) viene assegnato ogni anno al miglior giocatore della stagione NM1. Dal 2014, il premio è stato rinominato in Most Valuable Player (MVP), in linea con la pratica internazionale.
| Stagione | Vincitore           | Squadra                  | Note   |
| -------- | ------------------- | ------------------------ | ------ |
| 2010     | Mouhamed Diop       | Université Gaston Berger | [ 8 ]  |
| 2011     | Ibrahima Mbengue    | AS Douanes               | [ 9 ]  |
| 2012     | Mamadou N'Doye      | Université Gaston Berger | [ 10 ] |
| 2013     | Pape Mor Faye       | Université Gaston Berger | [ 11 ] |
| 2014     | Birahim Gaye        | AS Douanes               | [ 7 ]  |
| 2015     | Non assegnato       | Non assegnato            | [ 12 ] |
| 2016     | Serigne Bamba Gueye | Université Gaston Berger | [ 13 ] |
| 2017     | Louis Adams         | AS Douanes               | [ 14 ] |
| 2018     | Pape Diop           | AS Douanes               | [ 15 ] |
| 2019     | Pape Diop (2)       | AS Douanes               | [ 16 ] |
| 2021     | Thierno Niang       | DUC Dakar                | [ 17 ] |
| 2022     | Bara Ndiaye         | AS Douanes               | [ 18 ] |
| 2023     | Samba Daly Fall     | AS Douanes               | [ 19 ] |
| 2024     | Mouhamed Doumbia    | ASC Ville de Dakar       | [ 20 ] |